# فيتا نوفا القابضة
فيتا نوفا القابضة المحدودة (بالإنجليزية: Vita Nuova Holdings Ltd)، هي شركة بريطانيّة مركزها مدينة يورك، توفّر تقنيّات الأنظمة المُضمنة وَالتطبيقات المُوزَّعة المُرتكزة على نظام التشغيل الفريد إنفرنو. وَأيضًا تَنشُر نظام التشغيل بلان 9.
اشتُقَّ إنفرنو من بلان 9 الّذي طُوِّر في مختبرات بل من قِبَل مُنشئِي يونكس وَسي. ويُعتبر إنفرنو نظام تشغيل صغير وَفَعّال يُستخدم في الأنظمة المُضمنة وَالتطبيقات المُوزَّعة. في عام 2000، حصل مُنشؤو فيتا نوفا القابضة المحدودة على حقوق حصريّة لنظام التشغيل إنفرنو.
استمرّ اسم الشركة بالارتباط بدانتي أليغييري، حيث بدأ الأمر باختيار اسم «جحيم»(إنفرنو) Inferno في مختبرات بل كاسمٍ لنظام تشغيل: «الحياة الجديدة» (بالإيطاليّة: La Vita Nuova)، وَهي من أعمال دانتي الأولى.

## روابط خارجيّة
- موقع فيتا نوفا الرسميّ نسخة محفوظة 7 يناير 2007 على موقع واي باك مشين.

1. ↑  وصلة مرجع: http://vitanuova.com/company/index.html.
2. ↑  وصلة مرجع: http://vitanuova.com/company/locate.html, .